# Зиза, Богдан Сергеевич
Богдан Сергеевич Зиза (по паспорту — Азизов; укр. Богдан Сергійович Зіза; род. 23 ноября 1994, Евпатория, АР Крым) — украинский художник и политический активист. В мае 2022 года облил синей и желтой краской здание Администрации города Евпатория, после чего был задержан российскими правоохранительными органами по подозрению в терроризме. В июне 2023 года осужден на 15 лет лишения свободы по обвинениям в оправдании терроризма, подготовке к совершению теракта и вандализме по мотивам политической вражды.

## Биография
Родился 23 ноября 1994 года в Евпатории. Прописан в селе Менчикуры Запорожской области, но проживал в Евпатории. Мать — крымская татарка. До 12 лет жил с матерью, воспитывавшей сына в одиночку, находящейся в трудном материальном положении и страдавшей от алкоголизма. После лишения матери родительских прав, Богдана воспитывала бабушка. Мать скончалась, когда Богдану исполнилось 22 года. Родственники Богдана Зизы проживают на материковой части Украины.
Зиза работал баристой в кафе на протяжении пяти лет. Ездил на подработки в Российскую Федерацию. Увлекался фото и видеосъемкой, изучал 3D-моделирование. Вёл активный образ жизни: занимался спортом, ходил в пешие походы.
Начал следить за политикой после аннексии Крыма Россией в 2014 году. Считал Крым частью Украины. Выступил против поправок к конституции России в 2020 году. За день до полномасштабного вторжения России на Украину Зиза записал на камеру и опубликовал собственное антивоенное стихотворение.

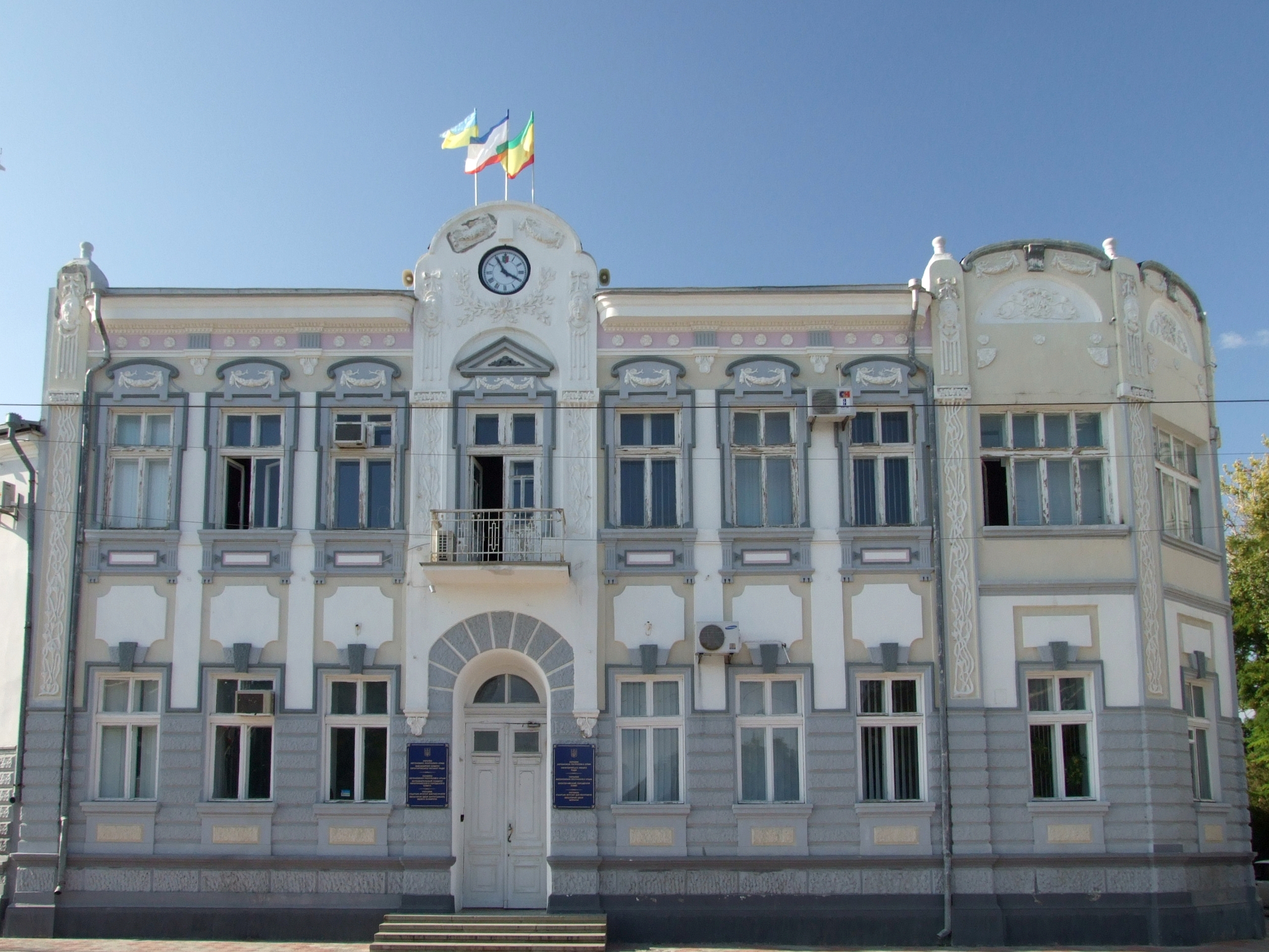
Здание Администрации города Евпатория

Утром 16 мая 2022 года Зиза вылил на двери и фасад здания Администрации города Евпатория жёлто-синюю краску (цвета флага Украины) и метнул коктейль Молотова. Своей акцией Зиза выразил протест против российского вторжения. Вечером того же дня активист был задержан. Позднее телеканал «Крым 24» распространил видео с публичным признанием Зизы вины в содеянном и принесением жителям Крыма извинений. На видео Зиза находился в возбуждённом и нервном состоянии, вёл себя неестественно. В связи с чем этим близкие и друзья заявили об оказании давления на него. Также в этот день пророссийский блогер Александр Талипов опубликовал видео произошедшего у здания администрации, где закадровый изменённый голос призывает выходить на акции протеста против военных действий.
18 мая судья Евпаторийского городского суда Татьяна Ротко признала виновным Зизу в административном деле о «дискредитации Вооружённых сил России» (статья 20.3.3 КоАП). Данная статья не предусматривает ареста, но после решения суда Зиза на свободу не вышел и был направлен в следственный изолятор в Симферополе. В письме от 22 мая к своему другу Зиза рассказал, что он арестован до 16 июля, проходит по делу умышленного повреждения или уничтожения имущества (статья 167 Уголовного кодекса РФ) и надеется на вынесение ему условного срока. 2 июня судья Верховного суда Крыма Елена Спасенкова оставила в силе решение об аресте Зизы.
Моя Мама жива, как никогда, моя Мама бессмертна.

Моя Мама — Украина!

И пишу от имени сотен тысяч крымчан:

Дорогая Мама, забери нас обратно, мы хотим в Твои родные объятия!
По версии следователя ФСБ Виталия Власова, Зиза совершил акцию с целью воздействия на органы власти для остановки военных действий и «устрашения населения России». 20 мая пресс-служба регионального управления ФСБ сообщила, что активист проходит по делу о подготовке теракта (статья 205 УК РФ). 10 июня Росфинмониторинг внёс Зизу в список экстремистов и террористов. Адвокат по назначению суда трижды пытался встретиться с подзащитным, однако во встречах ему было отказано. В ходе следствия у Зизы сменилось три адвоката по назначению.
В первом открытом письме, опубликованном группой сторонников Зизы, активист обратился к Украине в день независимости, где сравнил её с матерью и попросил прощения.
13 октября 2022 года Богдан Сергеевич написал второе открытое письмо, в котором, в частности, отмечено: 

Унижение, избиение, пытки. Отсутствие элементарных прав. Постоянное чувство незащищенности, страх. Навязчивое желание оказаться в другом, более безопасном месте. Можно подумать, что я пишу о нахождении в СИЗО, но не совсем. Жизнь в России давно стала подобием тюремного режима. Свобода слова в этой стране слишком дорогое удовольствие. Иногда оно может стоить своей свободе. Однако молчание сейчас обходится гораздо дороже: оно уносит жизни, калечит судьбы, и этот счет уходит на миллионы. Каждый, кто публично не высказывается против этой войны, кто не делает ничего, чтобы её остановить, является пассивным соучастником в этом ужасном преступлении, которое совершает российская власть. Я решил сделать хоть что-нибудь, чтобы выразить свое несогласие… Это дикость, что в наши дни мы наблюдаем войну таких масштабов. Дикость, которую мы никак не пытаемся остановить. Меня судят не за краску и зажигательную смесь. Меня хотят закрыть за слова, за позицию, которая неудобна оккупационной администрации Крыма. Но никакие деньги, никакие угрозы и пытки не заставят меня изменить свое мнение. Я устал бояться. Я не хочу убегать в поисках лучшего места для жизни. Я хочу, чтобы мой родной дом был таким. Мой дом — Крым. Мой дом — Украина
В ноябре 2022 года стало известно, что Зиза проходит по трём статьям: совершение террористического акта (часть 1 статьи 205 УК РФ), угроза совершения теракта (часть 1 статьи 205), призыв к терроризму (часть 2 статьи 205), вандализм по политическим мотивам (часть 2 статьи 214).
В июне 2023 года осужден на 15 лет лишения свободы по обвинениям в оправдании терроризма, подготовке к совершению теракта и вандализме по мотивам политической вражды.

### Поддержка
За время ареста Зиза стал символом проукраинского сопротивления в Крыму. В его поддержку выходили на митинги в Тбилиси и Вильнюсе с плакатами: Save Bogdan Ziza. Crimea is Ukraine (Спасите Богдана Зизу. Крым — Украина).
В сентябре 2022 года «Украинская железная дорога» разукрасила семь вагонов, назвав их «Поезд до победы», где один из вагонов был посвящён Богдану Зизе.